# Azusa Senou
Azusa Senou (del japonés: 瀬能あづさ ‘Senou Azusa’). (n. 3 de abril de 1973 en Atsugi (Kanagawa), Japón) es una actriz, cantante, modelo y ex-ídol japonesa, activa en la década de los años 1990. Fue miembro del grupo ídol CoCo.

## Biografía
Azusa debutó en el año 1989, en el programa televisivo: Paradise GoGo!! producido por Fuji Television. Ese mismo año se unió a CoCo, junto a sus compañeras. En 1991 debutó como solista y liberó el sencillo: "Mou Nakanaide", que se usó como 6 ending en el anime Ranma ½.
En 1992 abandonó el grupo para centrar su carrera en solitario. Liberando dos álbumes de estudio, el primero: "Crystal Eyes", seguido de Horizon. No obstante, en 1995 anunció que se retiraba del mundo del espectáculo.
En 2004 tuvo una fugaz reaparición, donde posó semi-desnuda para la edición japonesa de Playboy.

## Vida personal
En marzo de 1996 se casó con el beisbolista Takuro Ishii. Sin embargo, se divorció de éste en el año 2000.

## Actualidad
Actualmente se encuentra retirada del mundo del espectáculo.

## Discografía

### Album
| 21 de agosto de 1992 | Crystal Eyes |
| 21 de julio de 1993  | Horizon      |

### Singles
| 4 de septiembre de 1991 | Mou Nakanaide                     |
| 15 de enero de 1992     | Mitsumeteite mo                   |
| 3 de junio de 1992      | Kimi no Tsubasa ~Daijoubu Dakara~ |
| 21 de octubre de 1992   | Anata ja Nakereba                 |
| 19 de febrero de 1993   | I miss You                        |
| 18 de junio de 1993     | Shitsuren Cafe                    |
| 1 de diciembre de 1993  | Aki                               |

### Best Albums
| 19 de septiembre de 2002 | My Kore! Kusshon Senou Azusa Best |
| 16 de julio de 2008      | Crystal Eyes + Single Collection  |
| 19 de mayo de 2010       | My Kore! Lite Series Senou Azusa  |

## Como modelo

### PhotoBooks
| 10 de mayo de 1991 | Premonition |
| 10 de mayo de 1992 | Liberty     |
| 26 de mayo de 2004 | LEGENDE     |